# Tonalitet
Tonalitet, ett inordnande i en särskild tonart, med centralton och centralklang som huvudbegrepp, med hit hörande förhållanden mellan melodier och harmonier i till exempel kadenseringen.
I dur- och molltonarterna leder kadensbildningen till tonikaklangens jämviktsläge. Tillfälliga utvikningar är inte uteslutna; mera definitiva sådana kallas modulationer. I nyare musik frångås ofta principen om ett tonalt centrum: bitonalitet innebär två sådana, polytonalitet flera. Atonalitet innebär tonalitetens totala upplösning; ackorden får "absolut" klang utan funktionskaraktär.